# Dorient Kaly
 (septembre 2024).
Si vous disposez d'ouvrages ou d'articles de référence ou si vous connaissez des sites web de qualité traitant du thème abordé ici, merci de compléter l'article en donnant les références utiles à sa vérifiabilité et en les liant à la section « Notes et références ».
Dorient Kaly est un artiste congolais, à la fois comédien, marionnettiste et conteur, né à Brazzaville.

## Biographie
Médaillé de Bronze aux 7e jeux de la Francophonie à Nice dans la catégorie « conte et conteurs ». Il est né en République du Congo à Brazzaville, il fait ses premiers pas sur la scène en 1996 dans la troupe théâtrale du CEG-Central à Dolisie, la troisième ville du pays et travaille avec le metteur en scène Corneille Boussouhou. Il intègre ensuite la compagnie Sala-Ngolo Théâtre dont il devient le directeur artistique jusqu’en 1998. Réfugié à Pointe-Noire, pendant la guerre qui sévit dans le pays, il intègre la compagnie Saka-Saka et travaille avec le metteur en scène Jean Jules Koujou. Après l'obtention de son baccalauréat en 2001, il s'inscrit en faculté de droit de l'université Marien-Ngouabi de Brazzaville. Continuant son parcours artistique ils renforcent avec son cercle d'amis la compagnie Nguiri-Nguiri Théâtre sous la direction artistique de Julien Bissila (Le procès du père Likibi d'Emmanuel Dongala, Le musée de la honte, puis Crabe Rouge de Julien Bissila). La même année, il embrasse l'art de la marionnette et travail avec la compagnie Marico (Marionnettes du Congo) dirigée par Fine Poaty. C'est en 2003 que sa passion pour les arts de la parole et du langage, le conduira à participer à un stage de formation aux technique de la pratique du conte animé par le conteur Abdon Fortuné Koumbha Kaf (médaillé d'argent des 4e jeux de la Francophonie au Canada 2001).
Il est ensuite cofondateur, avec des conteurs brazzavillois, de l'association culturelle Espace Tiné qui organise tous les ans depuis 2005 le festival international des arts de la parole et du Langage (RIAPL) dont il assure l'administration. Il est aussi cofondateur de la compagnie CONTE DUO où il travaille Ulrich N'Toyo et en assure l'écriture des textes (Les petits prisonniers de la nuit, Bono, l'enfant des sable, Mho et le secret de la petite forêt, La Marmite des sortilèges et en collaboration avec le collectif Folenvie Manipul'acteurs. En 2006, il travaille dans la compagnie Les Bruits de La rue, avec le metteur en scène Dieudonné Niangouna dans sa création Banc de touche. Dans le cadre du festival Mantsina sur scène, à Brazzaville en 2007, il va travailler avec l'auteur et metteur en scène Rodrigo Garcia sur son texte Agamemnon. 2009, il travaille, en tant que marionnettiste, avec le metteur en scène et chorégraphe Kamel Ouali dans le spectacle d'ouverture du festival panafricain d'Alger (PANAF, 2009). Il consacre les années 2010-2012 à la pratique professionnelle du conte et multiplie ses participations à des festivals de contes. Il remporte la médaille de Bronze dans la catégorie « conte et conteur » aux 7e jeux de la Francophonie, Nice 2013. Mais le théâtre est toujours présent, ainsi, il joue Antonia Ngoni, mis en scène par Fellyht Kibirima (Etampes et Viry Chatillon), puis Crabe Rouge de Julien Bissila (Avignon, festival Contre courant 2013 et festival internationale des francophonies en Limousin de Limoges. Il monte également son propre texte Timaka en spectacle de marionnette.

## Œuvres

### Théâtre
- Les impuretés sociales, mise en scène Corneille Boussouhou (Troupe du CEG-Central)
- Bouhoulou, mise en scène Corneille Boussouhou (Troupe du CEG-Central)
- La main du bourreau, texte de Dorient Kaly, mise en scène Yvon Muantuassila (Cie Sala-Ngolo Théâtre)
- Nouvelle génération, texte Paterne de Baughasin, mise en scène Jean Jules Koukou (Cie Sala-Ngolo Théâtre)
- Otanganie, texte collectif, mise en scène Didace Moudounga (Cie Sala-Ngolo Théâtre)
- Mort aux abords, texte et mise en scène collectif (Cie Sala-Ngolo Théâtre)
- Le Cid, texte de Pierre Corneille, mise en scène Jean Jules Koukou (Cie Saka-Saka Théâtre)
- Ça tire, texte et mise en scène Jean Jules (Cie Saka-Saka Théâtre)
- Sauce piquante servie chaude adaptation et mise en scène Jean Jules Koukou (Cie Saka-Saka Théâtre)
- Le tribunal du fou texte et mise en scène Jean Jules Koukou (Cie Saka-Saka Théâtre)
- La main du bourreau texte de Dorient Kaly, mise en scène Jean Jules Koukou (Cie Saka-Saka Théâtre)
- Le procès du père Likibi, texte d'Emmanuel Dongala et mise en scène Julien Bissila (Nguiri-Nguiri Théâtre)
- le musée de la honte texte et mise en scène Julien Bissila (Nguiri-Nguiri Théâtre)
- Crabe Rouge texte et mise en scène Julien Bissila (Nguiri-Nguiri Théâtre)
- Banc de Touche, texte et mise en scène Dieudonné Niangouna (Cie Les bruits de la rue)
- Les Griots du Boss texte Sylvie Duclo Pomos, mise en scène Abdon Fortuné Koumbha (Cie KAF)
- Antonia Ngoni texte de Kanikabué Onié, mise en scène Fellyht Kimbirima (Cie Plateau Kimpa Théâtre)

### Marionnettiste
- Croire ou ne pas croire, création collective (Cie Marico)
- Recto-verso création collective (Cie Marico)
- Inspecteur Toutou texte de Pierre Gripari, mise en scène Dorient Kaly (Cie Marico)
- Rasmigou texte et mise en scène Dorient Kaly (Cie Marico)
- Les petits prisonniers de la nuit texte de Dorient Kaly, mise en scène Ulrich N'Toyo (Cie Conte Duo)
- Bono, l'enfant des sables texte de Dorient Kaly, mise en scène Ulrich N'Toyo (Cie Conte Duo)
- Mho et le secret de la petite forêt texte de Dorient Kaly, mise en scène Ulrich N'Toyo (Cie Conte Duo)
- La marmite des sortilèges texte de Dorient Kaly, mise en scène Ulrich N'Toyo (Cie Conte Duo)
- Manipul'acteurs texte de Dorient Kaly (création collective entre le collectif Folenvie et la Cie Conte Duo)
- Timaka texte et mise en scène de Dorient Kaly (Cie Comme-le-vent)

### Contes
- Les contes du vieil Oncle Mutubulu
- Timaka, contes d'Afrique
- Le puits rouge
- Kilèmbe Nzaou
- Mukufiti
- Qu'est ce qu'on raconte chez vous ?